# 綠川大輝
綠川大輝（日语：／ Midorikawa Hiroki，2000年5月17日—），日本男子羽毛球運動員，亦為現役日本國家羽毛球隊（A隊）成員。埼玉縣出生，畢業於埼玉栄中学校及埼玉栄高等学校和早稲田大学，目前隸屬於NTT羽球部。

## 簡歷
2019年3月，綠川大輝出戰懷卡托羽毛球國際賽，與齋藤夏拿得混合雙打冠軍。

## 主要比賽成績
只列出曾進入準決賽的國際賽事成績：
| 年份   | 賽事                     | 公開賽級別 | 項目     | 拍檔     | 成績   |
| ------ | ------------------------ | ---------- | -------- | -------- | ------ |
| 2017年 | 亞洲青年羽毛球錦標賽     | 其他       | 混合團體 | －       | 季軍   |
| 2017年 | 世界青年羽毛球錦標賽     | 其他       | 混合團體 | －       | 季軍   |
| 2018年 | 亞洲青年羽毛球錦標賽     | 其他       | 混合團體 | －       | 亞軍   |
| 2018年 | 世界青年羽毛球錦標賽     | 其他       | 混合團體 | －       | 季軍   |
| 2019年 | 懷卡托羽毛球國際賽       | 國際系列賽 | 混合雙打 | 齋藤夏   | 冠軍   |
| 2019年 | 越南羽毛球國際挑戰賽     | 國際挑戰賽 | 混合雙打 | 齋藤夏   | 冠軍   |
| 2019年 | 马来西亚羽毛球国际挑战赛 | 國際挑戰賽 | 男子雙打 | 山下恭平 | 冠軍   |
| 2019年 | 马来西亚羽毛球国际挑战赛 | 國際挑戰賽 | 混合雙打 | 齋藤夏   | 準決賽 |
| 2021年 | 比利時羽毛球國際賽       | 國際挑戰賽 | 混合雙打 | 齋藤夏   | 冠軍   |
| 2022年 | 比利時羽毛球國際賽       | 國際挑戰賽 | 混合雙打 | 齋藤夏   | 冠軍   |
| 2022年 | 加拿大羽毛球公開賽       | 超級100賽  | 混合雙打 | 齋藤夏   | 亞軍   |
| 2023年 | 泰國羽毛球大師賽         | 超級300賽  | 混合雙打 | 齋藤夏   | 準決賽 |
| 2023年 | 德國羽毛球公開賽         | 超級300賽  | 混合雙打 | 齋藤夏   | 準決賽 |
| 2023年 | 大阪羽毛球國際挑戰賽     | 國際挑戰賽 | 男子雙打 | 山下恭平 | 冠軍   |
| 2023年 | 加拿大羽毛球公開賽       | 超級500賽  | 混合雙打 | 齋藤夏   | 冠軍   |
| 2023年 | 澳洲羽毛球公開賽         | 超級500賽  | 混合雙打 | 齋藤夏   | 亞軍   |
| 2023年 | 香港羽毛球公開賽         | 超級500賽  | 混合雙打 | 齋藤夏   | 準決賽 |
| 2023年 | 北極羽毛球公開賽         | 超級500賽  | 混合雙打 | 齋藤夏   | 準決賽 |
| 2024年 | 印尼羽毛球大師賽         | 超級500賽  | 混合雙打 | 齋藤夏   | 亞軍   |
| 2024年 | 泰國羽毛球大師賽         | 超級300賽  | 混合雙打 | 齋藤夏   | 準決賽 |
| 2024年 | 中国宝鸡羽毛球大师赛     | 超級100賽  | 混合雙打 | 齋藤夏   | 準決賽 |
| 2024年 | 雪梨羽毛球國際賽         | 國際挑戰賽 | 男子雙打 | 山下恭平 | 冠軍   |
| 2024年 | 北港羽毛球國際賽         | 國際挑戰賽 | 男子雙打 | 山下恭平 | 冠軍   |
| 2025年 | 印尼羽毛球大師賽         | 超級500賽  | 混合雙打 | 齋藤夏   | 冠軍   |
| 2025年 | 亞洲羽毛球混合團體錦標賽 | 其他       | 混合團體 | －       | 季軍   |
| 2025年 | 瑞士羽毛球公開賽         | 超級300賽  | 男子雙打 | 山下恭平 | 準決賽 |
| 2025年 | 亞洲羽毛球錦標賽         | 其他       | 混合雙打 | 齋藤夏   | 亞軍   |
| 2025年 | 蘇迪曼盃                 | 其他       | 混合團體 | －       | 季軍   |
| 2025年 | 臺北羽毛球公開賽         | 超級300賽  | 男子雙打 | 山下恭平 | 準決賽 |

| 2007-2017年 | 首要超級賽 | 超級賽 | 黃金大獎賽 | 大獎賽 | 國際挑戰賽 | 國際系列賽 | 未來系列賽 | 其他 |

| 2018-2026年 | 總決賽 | 超級1000賽 | 超級750賽 | 超級500賽 | 超級300賽 | 超級100賽 | 國際挑戰賽 | 國際系列賽 | 未來系列賽 | 其他 |

### 奧運會和世錦賽參賽紀錄
|          | 搭檔   | 2022 | 2023 |
| -------- | ------ | ---- | ---- |
| 混合雙打 | 齋藤夏 | 32強 | 64強 |